# Окуневка (Каргапольський район)
О́куневка (рос. Окуневка) — селище у складі Каргапольського району Курганської області, Росія. Входить до складу Сосновської сільської ради.
Населення — 68 осіб (2010, 44 у 2002).
Національний склад населення станом на 2002 рік: росіяни — 98 %.